# Jacint Arxer i Bussalleu
Jacint 'Cinto' Arxer i Bussalleu (Arenys de Mar, 1877 - 1964), cronista i mestre.
Va escriure poesies i obres teatrals per a infants com per exemple L'avi de la muntanya, amb un repertori tan extens com criatures tenia a la seva escola. Cal dir, que pel que fa a l'ensenyament, utilitzava mètodes molt particulars. Tenia els alumnes numerats i els cridava pel número que els corresponia. L'ensenyament el feia en la llengua catalana, i donava classes nocturnes per gent que treballava durant el dia. També ensenyava el català als immigrants vinguts del sud d'Espanya i també els ensenyava a llegir i escriure, ja que molts venien completament analfabets.
Fou corresponsal d'una publicació científica dirigida per Josep Comas i Solà, director de l'Observatori Fabra. Li enviava dades que recollia a través d'un primitiu observatori que tenia instal·lat al terrat de casa seva.
Com a cronista d'Arenys va deixar molta informació. Es pot dir que va ser un dels periodista local amb una obra més extensa de la primera meitat del segle xx. No era un periodista però escrivia les seves "memòries" on hi quedaven reflectides totes les vivències i efemèrides d'Arenys de Mar. D'aquí que en qualsevol dels seus quasi vint volums s'hi pot trobar tot el que es vivia en aquells moments, tant política com socialment.
Fou bibliotecari de l'Ateneu Arenyenc Arxivat 2008-05-21 a Wayback Machine., on creà el llibre d'or (hi feia signar a tothom). Com a dibuixant s'encarregà dels exlibris de l'Ateneu, amb la llegenda No hay libro tan malo, que no tenga algo bueno. A instàncies d'aquesta entitat fou condecorat amb la Creu Arxivat 2008-02-15 a Wayback Machine. d'Isabel la Catòlica.
Va conviure amb una família en la que hi era considerat com un dels seus membres. Després de la guerra la FAI li confiscà 21.000 pessetes), Quant va haver de deixar forçosament la casa on hi vivia com a llogater, ja que el propietari la va voler vendre, va anar a l'Asil Torrent on morí el 1964. És enterrat al Cementiri de Sinera.

## Obres
- L'avi de la muntanya (1922)
- Melangía d'amor : romança per a cant y piano a soprano o tenor (1926)
- La guerra civil a Arenys de Mar, amb Estanislau Torres, publicada en 1999.